# グッドモーニング (バラエティ番組)
『グッドモーニング』（Good Morning）は、1984年4月16日から1986年9月22日までテレビ朝日系列局で放送されたテレビ朝日制作の深夜のバラエティ番組。

## 概要
当時のテレビ朝日深夜「田辺エージェンシー制作協力枠（以下、田辺枠）」のひとつ。毎週月曜深夜（火曜午前）の放送で、放送時間は第1回から1985年9月までが24:25 - 24:55、1985年10月から最終回までが24:20 - 24:50の30分番組。関東地方（テレビ朝日放送地域）ではこのあと『CNNデイウォッチ』、『若原瞳のラブリー10』と続いた。
「世界一早いモーニングショー」と称して朝番組のパロディの体裁を採り、「お早うございます」で開始して番組内に時刻表示を挿入していたが、実はお色気・お笑い中心の内容で、セクシーアイドルユニットの先駆けとなるオナッターズ、てん・ぱい・ぽん・ちん体操、パントマイムなどがあった。
なお、この番組が終了した直後の1986年10月から、田辺エージェンシーが制作に関わる番組枠は金曜深夜の『タモリ倶楽部』のみを残し、月曜日から木曜日は日本テレビへ移動。新たに『HEN'D24 1/2（ヘンダにじゅうよん、にぶんのいち）』（11PM終了後の24:35 - 25:05という放送時間帯に由来）というコンプレックス枠が設けられ、その月曜日枠となった『プレイボーヤクラブ』（こちらの番組のメイン出演者も中村有志である）に当番組の内容が（番組コンセプトは異なるも）引き継がれることとなり、こちらは1987年9月まで1年間続いた。

## 出演者
- 大島智子（現：大島さと子）
- 白石英二郎（とんねるずの当時のマネージャー正留佳幸と同じ新宿御苑のショーパブに勤務していた）
- オナッターズ
  - 南麻衣子（愛称：マニー）
  - 小川菜摘（愛称：ナニー）
  - 深野晴美（愛称：ハニー）
- 水島裕子
- 綾田俊樹（初期のみMC）
- ウガンダ（初期のみ）
- 中村ゆうじ（現：中村有志）（昼下情事先生）
- 津川俊之
- 遠藤美和
- 古城千夏子
- 松田典裕
- 山ノ内弘美
- 深見倫子
- 三浦万季

## コーナー
てん・ぱい・ぽん・ちん体操
タンクトップ＋ホットパンツにインカムを付け、エアロビクスのインストラクターに扮した水島裕子が（但し水島はノーブラで、下記の音楽も意味深な歌詞）、NHKのラジオ／テレビ体操よろしく模範演技する。当初スタジオ撮りだったが、後半は過酷なロケ地や、週刊誌ネタの事件現場などに出張するようになった。体操を歌っている三ツ矢雄二が自ら出演した回もあり。水島の代わりに、巨体のウガンダが切れの良いブレイクダンスを披露していた時期もある。また、てん・ぱい・ぽん・ちん体操第二（遠藤美和）もあったが、数回で終わっている。
ピクチャーサーチ天気予報
南麻衣子が務める天気予報のコーナーだが、カメラは天気予報の内容より南麻衣子を中心に撮影している。
今日の酔っぱらい
フジテレビ系列の『プロ野球ニュース』内のコーナー「今日のホームラン」と同テーマ曲を使用し、繁華街ロケで酔っぱらいの面白い挙動を紹介。

## テーマソング
- オープニング
  - モーニン／アル・ジャロウ（デヴィッド・フォスターによるインスト・バージョン）
- エンディング
  - 恋のバッキン!／オナッターズ
  - モッコシモコモコ（しゅき しゅき ダーリン）／オナッターズ

（ほか、パイナップルプリンセス、オナッターズの曲数曲）
- - 水平線のマーメイド／オナッターズ
  - レッツゴー!ヨコシマ／オナッターズ
  - 夜霧のハウスマヌカン／やや
  - 酔いっぱり／三木原かおり
- てん・ぱい・ぽん・ちん体操

歌：三ツ矢雄二 振付：野口敬文 作詞・作曲：西郷輝盛 編曲：ワニ河内（以上、佐々木勝俊の変名）
- 今日の酔っぱらい
  - バイブレーション／ジェームスラストバンド

## スタッフ
- 構成：玉井冽、矢頭浩、鈴木桂、佐々木勝俊
- 技術：岩沢忠夫
- 照明：川口裕司
- カメラ：島本健司、高田治
- 音声：篠良一
- 音響効果：佐藤昭
- 美術：東京衣装
- 編集：東洋現像所ビデオセンター、鈴木敬二
- タイムキーパー：山田英子
- 企画協力：D3 Company
- 技術協力：ニューテレス、彩光、vic
- 制作進行：立原賢三（田辺エージェンシー）、新井義春（D3 Company）
- ディレクター：窪田豊・多田羅敬二（D3 Company）、小河原均
- プロデューサー・演出：湧口義輝、岩村紀明
- 企画制作：田辺昭知（田辺エージェンシー）、皇達也
- 制作協力：田辺エージェンシー
- 制作著作：テレビ朝日

## ネット局
- テレビ朝日
- 北海道テレビ（テレビ朝日と同時ネット）
- 東日本放送（テレビ朝日と同時ネット）
- 静岡県民放送（静岡けんみんテレビ、現：静岡朝日テレビ）（テレビ朝日と同時ネット）
- 名古屋テレビ（後期よりネット、数週遅れ）
- サンテレビ（番組販売、数週遅れ）
- 広島ホームテレビ

## 当時のテレビ朝日系深夜番組
同時期別曜日同枠には『深夜劇場』（『トライアングル・ブルー』、『かぼちゃ物語』など）、『ウソップランド』、『チャームミントタイム』、『タモリ倶楽部』があり、各番組の放送曜日は地域によって異なる。